# La Guérinière
La Guérinière település Franciaországban, Vendée megyében, a Noirmoutier-szigeten. Lakosainak száma 1335 fő (2022. január 1.). La Guérinière Barbâtre és L’Épine községekkel határos.

## Népesség
A település népességének változása:
| Lakosok száma | 1401 | 1363 | 1394 | 1347 | 1333 | 1320 | 1331 | 1331 | 1335 |
|               | 2013 | 2015 | 2016 | 2017 | 2018 | 2019 | 2020 | 2021 | 2022 |